# Раменская волость (Бронницкий уезд)
Раменская волость — волость в составе Бронницкого уезда Московской губернии. Существовала до 1929 года. Центром волости было село (с 1926 — город) Раменское.
По данным 1919 года в Раменской волости было 16 сельсоветов: Аксеновский, Вертячевский, Дементьевский, Дергаевский, Донинский, Заболотьевский, Захаровский, Игумновский, Клишевский, Литвиновский, Новорождественский, Поповский, Сафоновский, Старковский и Раменский.
В 1923 году были упразднены Вертячевский, Захаровский, Литвиновский, Поповский и Старковский с/с.
В 1924 году Вертячевский, Захаровский, Литвиновский, Поповский и Старковский с/с были восстановлены. Был создан Прозоровский с/с.
В ходе реформы административно-территориального деления СССР в 1929 году Раменская волость была упразднена.